# Goloka
Goloka (świat Kryszny) – subtelny wymiar egzystencji po śmierci lub sfera (loka) w zaświatach w hinduizmie, pozaziemskie królestwo boga Kryszny.